# Naomi Feinbrun
Naomi Feinbrun-Dothan (née le 17 avril 1900 et décédée le 8 mars 1995) était une botaniste israélienne d'origine russe, qui est devenue membre du personnel académique de l'université hébraïque de Jérusalem. Elle a étudié la flore d'Israël et publié des dizaines d'articles et plusieurs livres analytiques sur la flore. Juste après son 91e anniversaire, elle a reçu le prix Israël 1991 pour sa contribution unique aux études sur la Terre d'Israël.
Elle est l'auteur botanique d'Allium truncatum (en), Allium dumetorum (en) et Iris regis-uzziae (en).

## Biographie
Naomi Feinbrun est née à Moscou en 1900. Ses parents, Rachel et Aharon Feinbrun, appartenaient aux Amants de Sion et son père était également membre de l'association Benei Zion de Moscou. Elle avait une sœur aînée, Shulamit, et deux frères plus jeunes, Miron et Moshe.
La famille vivait à Kishinev, en Bessarabie. Elle est allée dans une école primaire où elle a appris l'hébreu et dans un lycée juif pour filles à Kishinev. En 1907, la famille s'installe à Moscou. Après avoir terminé ses études secondaires en 1918, elle entre à l'université d'État de Moscou. En 1920, la famille retourne en Bessarabie. Elle a poursuivi ses études à l'université Babeș-Bolyai, en Transylvanie. En 1923, elle obtient son premier diplôme en botanique. Elle est ensuite devenue enseignante dans un lycée juif pour filles, où elle enseigne les sciences naturelles.
En 1924, toute la famille Feinbrun émigre en Palestine. Puisque Naomi avait 24 ans, elle ne pouvait pas utiliser le certificat d'immigration familial de ses parents. Au lieu de cela, un proche l'a aidée en témoignant aux autorités qu'elle avait été lycéenne au lycée hébraïque Herzliya à Tel Aviv avant de partir pour Moscou pendant quelques années. Après avoir reçu une recommandation de Rachel Katznelson, Feinbrun a commencé à travailler comme enseignant dans une école de Tel-Adashim, dans la vallée de Jezreel.
En 1925, Feinbrun entreprit un voyage d'étude pour professeurs de sciences naturelles au mont Tavor. Alexander Eig (en) a guidé la visite. Il l’a encouragée à faire davantage de recherches sur les plantes et est devenu son mentor et collègue.
Le 8 mars 1995, Naomi Feinbrun-Dothan décède peu avant son quatre-vingt-quinzième anniversaire.

## Carrière scientifique
En 1926, elle fréquente l'Institut d'agriculture et d'histoire naturelle de Tel Aviv (dirigé par Otto Warburg). Elle accepte alors le poste à temps partiel de chercheuse invitée. Pendant cette période, elle étudia l'anglais principalement en utilisant le livre de GE Posts, Flora of Syria, Palestine and Sinai (Beyrouth, 1898).
Lorsque l’université hébraïque de Jérusalem fut fondée en avril 1925, il fut décidé plus tard que l’Institut d’agriculture et d’histoire naturelle ferait partie de la nouvelle université. Son nom a été changé en Systematic Botany Branch ou « Branche de Botanique Systématique », dont Otto Warburg est toujours le directeur,.
En 1929, elle devient assistante permanente à l'université. Avec Alexander Eig et Michael Zohary, ils s'installent à Jérusalem. Avec Eig et Zohary, elle a commencé à organiser la distribution de spécimens de plantes d'Israël en séries exsiccata. En 1931, ils ont produit le premier livre analytique sur la flore (écrit en hébreu). Il a ensuite été réimprimé en anglais en 1965.
L'université avait commencé comme un centre de recherche sans enseignement formel. L'enseignement des sciences a commencé au début des années 1930. Au Département de Botanique, la génétique a été choisie comme l'une des six matières majeures du programme. Grâce au travail de cytologie de Feinbrun avec Hannan Oppenheitmer (qui était engagé dans la botanique physiologique sur le campus de Rehovot de l'université), elle a commencé à enseigner la génétique.
De 1930 à 1938, toutes ses publications botaniques étaient en hébreu ou en allemand, et ce n'est qu'après 1938 qu'elle commença à publier en anglais.
En 1931, elle entre à la Société Kaiser-Wilhelm à Berlin afin d'approfondir ses connaissances en génétique et y travaille au Département de recherche héréditaire.
En 1931, Alexander Eig fonde avec Michael Zohary et Feinbrun les jardins botaniques de Jérusalem sur le mont Scopus.
En 1933, Feinbrun rejoint une délégation de sept scientifiques de l’Université hébraïque invités en Irak par le ministère irakien de l’Agriculture. Leur objectif principal était de mener une enquête sur les forêts du Kurdistan, de préparer un inventaire des arbres et de présenter une proposition de reboisement et de préservation des forêts. D'autres expéditions de recherche auxquelles Feinbrun a participé étaient en Transjordanie, dans la péninsule du Sinaï, au Liban, à Chypre et, en 1944, dans le désert oriental d'Égypte.
En 1935, elle passe deux mois et demi dans le laboratoire du professeur Alexandre Guilliermond à l'université de la Sorbonne à Paris. À son retour en Palestine, elle a commencé à enseigner la génétique et la cytologie. Jusque dans les années 1950, elle était la seule à enseigner la génétique à l’Université hébraïque.
En 1936, Eig a créé le Journal palestinien de botanique de Jérusalem. En 1951, il a été rebaptisé Journal israélien de botanique, puis en 1994 Journal israélien des sciences végétales dans lequel Feinbrun et ses collègues publiaient leurs travaux. Le premier numéro de la revue comprenait une carte « phytographique » basée sur les nombreuses visites sur le terrain des trois chercheurs.
Pendant ce temps, elle a travaillé sur sa thèse de doctorat, A monographic study of the genus Bellevalia (en), étudiant le nombre et la forme des chromosomes et les utilisant dans la classification systématique de ce genre végétal. Sous la supervision du Dr Eig. Il a été publié dans le Palestine Journal of Botany,.
En 1938, à l'âge de 44 ans, le Dr Alexander Eig décède. Après sa mort, ses deux assistants, Michael Zohary et Naomi Feinbrun, ont poursuivi son travail de documentation de la flore de Palestine et de culture du jardin botanique du mont Scopus.
Également en 1938, elle obtient son doctorat, mais fut finalement promue instructrice à chargée de cours en 1952. Elle consacra toute son attention à l'étude des espèces locales et du Moyen-Orient, principalement cultivées dans ses parcelles expérimentales, et étudia la cytotaxonomie (en) (une branche de la taxonomie dans laquelle les caractéristiques des chromosomes sont utilisées pour classer les espèces).
Après 1947, lorsque l'État d'Israël a été créé, elle et ses frères ont « hébraisé » leur nom de famille, et elle est devenue Naomi Feinbrun-Dothan.
En 1953, Feinbrun passe une année sabbatique à l'herbier des jardins botaniques royaux de Kew à Londres ainsi qu'aux herbiers d'Édimbourg et de Genève. En 1960, elle devient professeur agrégé de l'université. Elle rejoint Elisabeth Goldschmidt, Tscharna Rayss (en) et Hanna Rozin (dans divers domaines de la biologie et de la médecine), qui étaient les trois seules femmes de ce rang à l'université.
En 1960, elle écrit Wild plants in the land of Israel.
Entre 1966 et 1986, elle a co-écrit avec le professeur Michael Zohary les quatre volumes de Flora Palaestina,. Ces livres comprennent des clés analytiques, des descriptions botaniques et des illustrations en pleine page des espèces végétales indigènes et naturalisées de la région.
Dans les années 1970, plusieurs bulbes d’un Colchicum inconnu lui furent donnés à étudier. Elle l'a identifié comme une espèce grecque appelée Colchicum bowlesianum. Plus tard, les bulbes ont été réexaminés par Karin Persson et ont ensuite été classés comme une espèce distincte. Elle a décrit les bulbes comme une nouvelle espèce dans le Journal israélien des sciences végétales. Elle l'a nommé Colchicum feinbruniae en l'honneur du professeur Feinbrun.
En 1991, elle écrit avec Avinoam Danin, un nouveau livre analytique sur la flore mis à jour,.

## Prix et reconnaissance
En 1986, elle a reçu une médaille d'or de l'Organisation pour l'investigation phyto-taxonomique de la zone méditerranéenne (OPTIMA), organisation internationale de botanistes méditerranéens en reconnaissance de l'achèvement de cette publication historique.
En reconnaissance de ses réalisations botaniques, elle a reçu le prix Israël (études sur la terre d'Israël) en 1991,.
Sa mémoire perdure dans un certain nombre de plantes nommées en son honneur par des collègues en Israël et à l'étranger, parmi lesquelles Astragalus feinbruniae (1970), Bellevalia feinbruniae (1970) et Colchicum feinbruniae (1992).

## Éponymie
Feinbrun est l’abréviation botanique standard de Naomi Feinbrun-Dothan.
Consulter la liste des abréviations d'auteur en botanique ou la liste des plantes assignées à cet auteur par l'IPNI, la liste des champignons assignés par MycoBank, la liste des algues assignées par l'AlgaeBase et la liste des fossiles assignés à cet auteur par l'IFPNI.